# Avalot de les faves
L'Avalot de les faves fou una revolta antisenyorial ocorreguda el juny de 1688 a Manresa.

## Antecedents
L'estament eclesial tenia dret a cobrar dels pagesos de Manresa el delme, que consistia en una desena part dels fruits, les cebes, alls, faves i altres hortalisses que produïa el regadiu del terme, però ni els pagesos pagaven, ni els canonges el requerien. Els canonges van voler cobrar el delme anys després de no haver-ho fet i això va provocar un ambient d'agitació popular, i els canonges no podien sortir al carrer sense ser seguits, insultats i amenaçats.

## L'avalot
Les famílies pageses del raval de Valldaura, el barri de les Barreres i el Camp d'Urgell (els tremendos) van fer causa comuna amb els cuiraters i blanquers de Sant Marc, mentre un altre bàndol era partidari de respectar els drets dels canonges (els favets, que estaven a favor de satisfer el delme de les faves). Al barri de les Escodines els favets eren majoria.
El 13 de juny de 1688, Francesc Planes, Braç de Ferró, del barri de les Escodines encapçalà la revolta, amb cinquanta persones que enarborant canyes amb alls, cebes i faves enfilerats, i armats amb eines de segar, cridaven «Morin els favets!» i «Visca la terra, morin els traïdors!». Els revolucionaris havien redactat i publicat a la plaça Major unes bases relatives a la ciutat i els canonges en les que es reclamava l'exempció del delme i el perdó per a tots els amotinats.
L'autoritat aconseguí dissodre'ls però a la tarda, els revoltats van assaltar les cases de sis canonges, d'on van treure els mobles, als que van calar foc al carrer. Intentaren, sense èxit fer el mateix a la casa del batlle, el doctor Francesc Vicens. Durant la revolta, que va durar fins al 17 de juny, es van cometre assassinats, i molts robatoris.

## Conseqüències
A conseqüència de l'avalot hi va haver vuit execucions, entre elles la de la Fadulla, activista manresana.